# Холодная война за искусственный интеллект

Оранжевым обозначены США.
Зелёным обозначен Китай

Холодная война за искусственный интеллект (англ. Artificial Intelligence Cold War; AI Cold War) — термин (нарратив или концепция), описывающий геополитическое противостояние между США и Китайской Народной Республикой (КНР), которое перерастает во «Вторую холодную войну», сосредоточенную на технологиях в сфере разработки искусственного интеллекта (ИИ). Контекстом этой концепции является торговая война между США и Китаем и гонка вооружений в передовых ИИ, включающая в себя применение ИИ в военных технологиях обеими странами и масштабное строительство центров обработки данных и другой вычислительной инфраструктуры, необходимой для поддержки развития ИИ, в том числе применение передовых полупроводников, которые обеспечивают ресурсную базу для обеспечения этих разработок.

## История
Термин «Холодная война за искусственный интеллект» (англ. AI Cold War) впервые появился в 2018 году в статье журнала Wired за авторством Николаса Томпсона и Яна Бреммера. Авторы связывают возникновение этой концепции с 2017 годом, когда Китай опубликовал «План развития ИИ», направленный на достижение глобального лидерства в этой области к 2030 году. Признавая использование Китаем ИИ для укрепления авторитарного режима, Томпсон и Бреммер предупреждают об опасностях для США от вовлечения в такую гонку. Вместо этого они предлагают технологическое сотрудничество между странами для выработки глобальных стандартов этики и приватности в ИИ.
Вскоре после публикации в Wired бывший министр финансов США Хэнк Полсон упомянул о формировании «Экономического железного занавеса» между США и Китаем, усилив нарратив холодной войны за ИИ. Ведь торговые ограничения и санкции усугубляют раскол, замедляя технологический прогресс в глобальном масштабе.

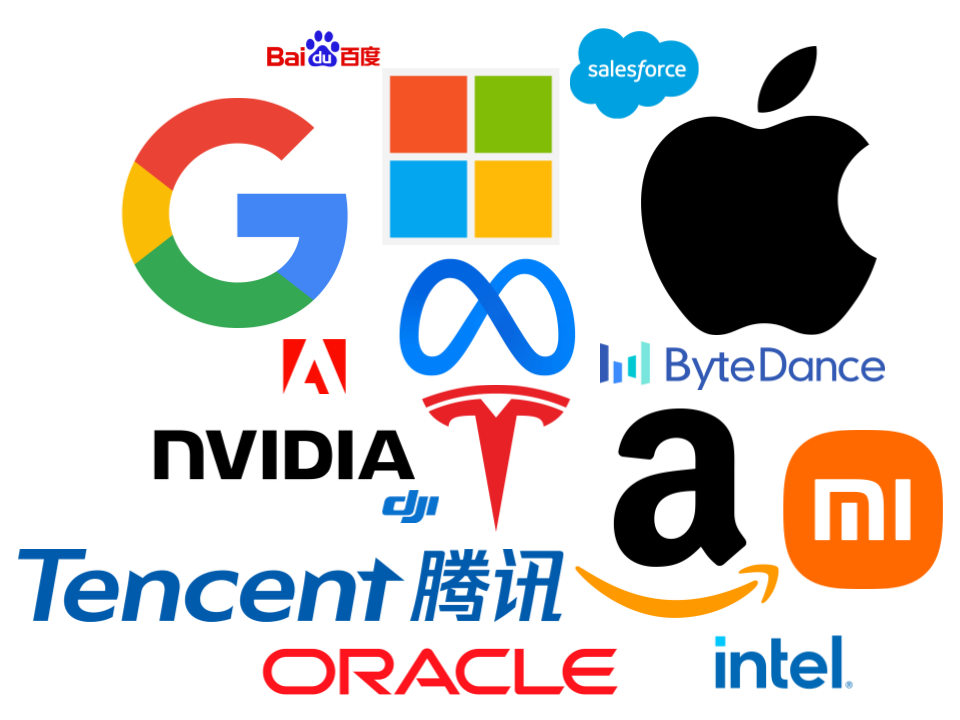
Логотипы крупных компаний, которые могут иметь коммерческий интерес в продвижении концепции холодной войны

Крупные технологические компании могут быть заинтересованы в продвижении идеи о противостоянии в сфере ИИ с коммерческой точки зрения.
Джоанна Брайсон и Хелена Маликова указали на возможную заинтересованность Большой четвёрки в популяризации этой концепции, так как корпорации лоббируют смягчение регуляций ИИ в США (CHIPS and Science Act) и ЕС (European Chips Act) Фактическая оценка текущих возможностей ИИ в разных странах показывает, что реальность менее бинарна, чем её изображают в рамках концепции «холодной войны». Изначально это была лишь риторика, но из-за корпоративных интересов и позиций национальных ведомств безопасности она может стать самоисполняющимся пророчеством и спровоцировать гонку вооружений.
Что касается кибермощи, исследование Международного института стратегических исследований (на 2021 год) утверждает, что технологическая мощность Китая преувеличены, а его киберпотенциал отстаёт от американского как минимум на десятилетие.
С началом своего второго президентства Дональд Трамп объявил о запуске проекта The Stargate Project. Компания была основана с первоначальными инвестициями в размере 100 миллиардов долларов, которые могут увеличиться до 500 миллиардов долларов к 2029 году. Проект включает в себя масштабное строительство центров обработки данных и другой вычислительной инфраструктуры, необходимой для поддержки развития ИИ, чтобы сохранить преимущество перед Китаем.

Логотип компании DeepSeek

Вскоре после этого произошел выход новой ИИ-модели от китайской компании DeepSeek, тесты производительности показали, что версия превзошла Llama 3.1 и Qwen 2.5, а также соответствовала GPT-4o и Claude 3.5 Sonnet, причём, по данным производителя, общая стоимость обучения модели составила всего около 5,58 млн долларов США, а само обучение заняло около двух месяцев, что на порядок дешевле и быстрее американских аналогов. Выход DeepSeek вызвал резкое снижение курсов акций мировых технологических компаний и дискуссии о переоценке инвестиций в ИИ. Трамп назвал DeepSeek «тревожным звонком» для американских технокомпаний.
10-11 февраля 2025 года в Париже прошел саммит под председательством президента Франции Эмманюэля Макрона и премьер-министра Индии Нарендры Моди, посвященный геополитике искусственного интеллекта, в котором принимали участие мировые лидеры, технологические гиганты и именитые ученые — чтобы предложить альтернативный путь развития ИИ, основанный на этике и международном регулировании. Вице-президент США Джей Ди Вэнс выступил против чрезмерного регулирования ИИ в своей речи. США и Великобритания отказались подписать совместную декларацию стран-участниц. Макрон объявил, что Франция включается в гонку за искусственный интеллект, чтобы составить конкуренцию США и Китаю, и анонсировал получение страной частных инвестиций на общую сумму 109 миллиардов евро на разработки в сфере ИИ.
17 февраля 2025 года Илон Маск представил новую модель искусственного интеллекта Grok 3, превосходящую ведущих конкурентов по ключевым техническим показателям, что существенно усиливает гонку за создание более мощных ИИ-систем.

## Полупроводники и Тайвань

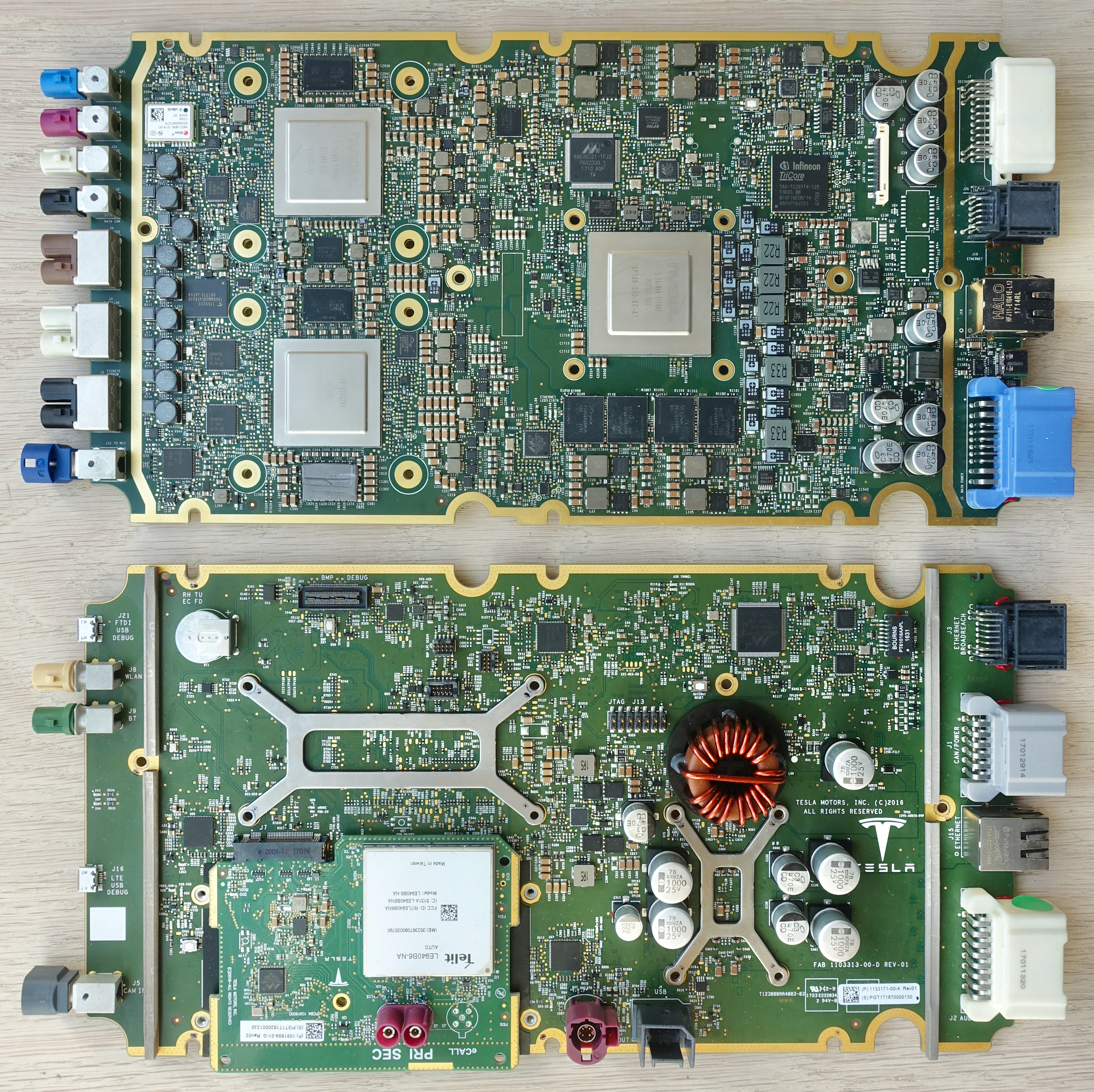
Электронная плата автомобиля Tesla

Опасения по поводу сбоев в цепочках поставок и глобального дефицита полупроводников связаны с ключевой ролью Тайваня в их производстве. 70 % полупроводников выпускаются или проходят через Тайвань, где базируется TSMC — крупнейший в мире производитель микросхем. Китай не признаёт суверенитет Тайваня, а торговые ограничения США на поставки полупроводников в Китай ранее нарушали коммерческие связи между TSMC и Huawei.

## Новый мировой порядок
По мнению Хеманта Танеджи и Фарида Закарии, «холодная война за ИИ» предвещает новый мировой порядок в геополитике. Этот новый мировой порядок — отход от однополярной системы, в которой доминируют США. Он характеризуется существованием двух параллельных цифровых экосистем, управляемых Китаем и США. Чтобы преуспеть, страны, считающие себя демократическими, должны привести свои технологические экосистемы в соответствие с американской, в рамках процесса, получившего название реглобализации.